# Oulad Ftata
Oulad Ftata  (in arabo أولاد فتاتة‎?) è un centro abitato e comune rurale del Marocco situato nella provincia di Khouribga, regione di Béni Mellal-Khénifra. Conta una popolazione di 2 625 abitanti (censimento 2014).